# Przemowa z pogrzebu Kinga Folletta

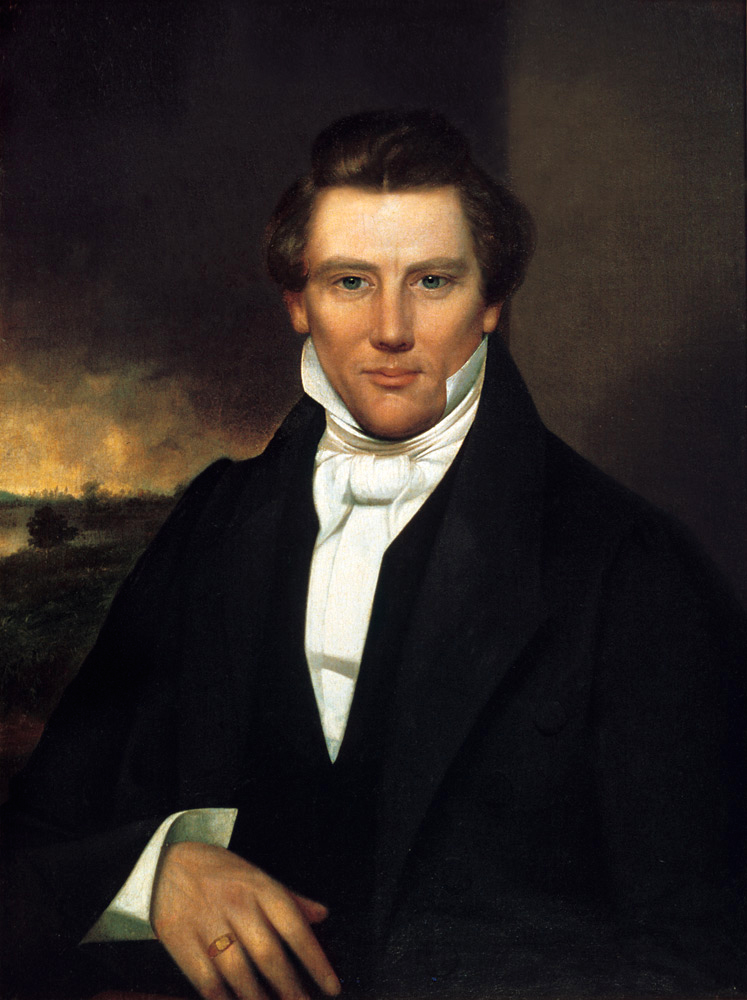
Joseph Smith Junior, twórca ruchu świętych w dniach ostatnich, autor przemowy

Przemowa z pogrzebu Kinga Folletta, znana także jako Dyskurs o Kingu Folletcie – kazanie autorstwa Josepha Smitha, twórcy ruchu świętych w dniach ostatnich, z 7 kwietnia 1844.

## Tło
Przyczynkiem do wygłoszenia tej przemowy była nagła śmierć Kinga Folletta, pracującego w obejmującym Nauvoo hrabstwie Hancock policjanta i jednocześnie bliskiego przyjaciela Smitha. Było ostatnim wystąpieniem Josepha Smitha podczas konferencji generalnej. Przez historyków mormonizmu analizowane jest w kontekście burzliwej dynamiki wewnątrz ówczesnego Kościoła, ataków na Smitha, podważania jego władzy oraz kwestionowania jego proroczego posłania z jednej strony, z drugiej zaś rozkwitu i szybkiego wzrostu liczebnego Kościoła tak w kraju, jak i poza jego granicami oraz postępującej budowy świątyni w Nauvoo.
Od początku było traktowane jako wystąpienie o szczególnym znaczeniu. Smith nie tylko przydzielił mu czterech skrybów, w miejsce jednego zazwyczaj zapisującego jego kazania. Jak zauważyło jedno ze współczesnych źródeł prorok rzadko przygotowywał swe wystąpienia publiczne wcześniej. Tym razem jednak poczynił pewne przygotowania.

## Okoliczności wygłoszenia przemowy z pogrzebu Kinga Folletta
Wygłoszone zostało podczas sesji dorocznej konferencji generalnej Kościoła w Nauvoo w stanie Illinois. Zgromadzony w gaju położonym na wschód od świątyni mormońskiej w Nauvoo tłum wysłuchał przemawiającego pośród silnych powiewów wiatru Smitha. Rzeczywiste rozmiary tegoż tłumu są przedmiotem debat i sporów wśród historyków mormonizmu. T. Edgar Lyon wskazywał, że można go realistycznie oszacować na 8000 osób. David oraz Della Miller zauważyli, że mieszkańcy dziewiętnastowiecznego llinois, tak członkowie Kościoła, jak i ludzie z mormonizmem niezwiązani, mieli tendencję do wyolbrzymiania populacji stanu. James L. Kimball, Jr. dodał, że dane spisowe dla Nauvoo za 1845 w zasadzie wykluczają często podawaną w literaturze liczbę 20 000 świętych w dniach ostatnich przysłuchujących się kazaniu. Daniel J. Boorstin wyjaśniał, że współcześni Josephowi Smithowi Amerykanie często używali liczb pokrywających się z ich oczekiwaniami, a nie tych, które opisywały stan faktyczny.

## Długość i zapis
Kazanie, trwające dwie godziny i piętnaście minut, zachowało się dzięki szczegółowym zapiskom sporządzonym przez doświadczonych skrybów mormońskiego przywódcy, Willarda Richardsa, Wilforda Woodruffa, Williama Claytona oraz Thomasa Bullocka. Dostępne są także notatki sporządzone przez innych słuchaczy, nie zostały one jednak wykorzystane jako źródła w rekonstrukcji wystąpienia. Jednocześnie, należy pamiętać, że przekazany nam w ten sposób tekst stanowi tylko pewną część całości, nie dłuższą niż 5000 słów. Howard Searle oceniał, że zapiski i notatki przekazują jedynie 30 procent rzeczywiście wypowiedzianej treści. Prawdopodobnie jest to jednak niedoszacowanie, zważywszy na to, że Smith zazwyczaj mówił dosyć powoli oraz, że musiał zmagać się podczas tego przemówienia ze wspomnianymi powyżej podmuchami wiatru.
Jedną z najlepiej znanych wersji zwartych przemowy badacze zawdzięczają Jonathanowi Grimshawowi. Grimshaw, protokolant zatrudniony w biurze oficjalnego historyka Kościoła opracował ją w latach 50. XIX wieku, na potrzeby Manuscript History of the Church. Inna, powstała już w czasach współczesnych jest efektem pracy Stana Larsona. Nie różni się ona szczególnie od opracowania Grimshawa, uzupełniona jest wszakże o notatki, które ten pominął.

## Treść
Porusza szerokie spektrum tematów ściśle związanych z teologią świętych w dniach ostatnich. Szczegółowo omawia naturę Boga, zdolność człowieka do postępu na podobieństwo Boga, naturę i znaczenie stworzenia oraz związek między żyjącymi a ich przodkami.
Uznawane za najpełniejszy i ostateczny zarys poglądów teologicznych pierwszego mormońskiego przywódcy, nie zostało niemniej, jak dotąd, włączone do kanonu pism świętych tej tradycji religijnej. Oryginalność przedstawionych w nim doktryn, chociażby przedstawienie Boga jako jednej z wolnych inteligencji, która stała się Bogiem, ujęcie stworzenia jako swoistego procesu organizacji z uprzednio już istniejącej, pozostającej w stanie chaosu materii, wieczysta oraz samoistna natura inteligencji stała się przedmiotem wszechstronnej krytyki i żarliwych ataków. Inne fragmenty kazania, w tym powtórzenie tradycyjnie istniejącej w mormonizmie koncepcji literalnej cielesności Boga, zaakcentowanie inherentnego potencjału każdej wolnej inteligencji do dostąpienia boskości oraz swoisty nauczycielski charakter Boga również były szeroko komentowane. Jeszcze innym elementem jego złożonego doktrynalnego pejzażu jest nauka o wielości bogów, czasem atakowana niesłusznie jako rzekomy dowód na obecność politeizmu w teologii głoszonej przez Smitha. Włączenie tej ostatniej doktryny do korpusu mormońskiej ortodoksji bywa uznawane za najistotniejszy aspekt tego kazania.

## Historia publikacji
Przemowa z pogrzebu Kinga Folletta była wielokrotnie publikowana i przedrukowywana właściwie na przestrzeni całej historii Kościoła Jezusa Chrystusa Świętych w Dniach Ostatnich. Jeszcze przed końcem 1844 ukazała się drukiem przynajmniej trzykrotnie, kolejno w „Times and Seasons”, „Millennial Star” i w „Voice of Truth”. Przed końcem XIX wieku pojawiła się na łamach różnych periodyków przynajmniej jeszcze pięciokrotnie. Wiek XX przyniósł zwiększone zainteresowanie tym tekstem, wraz z przynajmniej jedenastoma wydaniami przemowy. W 1909 ukazała się ona na łamach „Improvement Era”, w 1913 została wydana przez Magazine Printing Company. Doczekała się później dwóch kolejnych wydań z inicjatywy podmiotów prywatnych niezwiązanych bezpośrednio z Kościołem. Została ujęta w Teachings of the Prophet Joseph Smith z 1938, a także w Discourses of the Prophet Joseph Smith, Messages of the First Presidency oraz LDS Reference Encyclopedia z 1965. Jej niemieckie tłumaczenie ukazało się w 1943 w Szwajcarii. Obecność przemowy w kościelnej prasie obejmuje też „Liahonę” (1945) i „Ensign” (kwiecień, maj 1971).

## Przemowa z pogrzebu Kinga Folletta w mormońskim dyskursie intelektualnym
Przemowa z pogrzebu Kinga Folletta zajmuje istotne miejsce w mormońskim dyskursie intelektualnym. Uznawana jest z reguły za tekst wyjątkowo trudny i złożony, jednocześnie zaś mający fundamentalne znaczenie dla zrozumienia tak historycznego, jak i doktrynalnego rozwoju mormonizmu. 
Ujęcie przemowy z pogrzebu Kinga Folletta w oficjalnej History of the Church pod redakcją starszego B.H. Robertsa wzbudziło pewne kontrowersje. Tom szósty wydania pierwszego z 1912 w swojej ostatecznej wersji nie zawiera stron 302-317, na których pierwotnie zawarto ów tekst. Nie jest do końca jasne dlaczego przemowa została usunięta ani też na czyje polecenie Roberts podjął tak drastyczną decyzję redakcyjną. Pewne światło na tę kwestię rzuca jednak list starszego George’a Alberta Smitha, ówczesnego członka Kworum Dwunastu Apostołów do Samuela O. Benniona, prezydenta misji obejmującej środkowe Stany Zjednoczone. Smith wyraził w nim wątpliwości co autentyczności przemowy, jak również co do jej zgodności z doktryną Kościoła. Podobnego zdania byli inni ówcześnie posługujący apostołowie. Dodatkowo w Kworum przeważyła w tamtym momencie opinia, że nauki głoszone w przemowie nie powinny być szerzej rozpowszechniane publicznie. Decyzja ta, zaskakująca jeśli zważy się szeroką dostępność przemowy, może być związana z postrzeganiem Kościoła przez amerykańską opinię publiczną. Podczas przesłuchań w sprawie objęcia mandatu senatorskiego przez Reeda Smoota starszy Charles W. Penrose powiedział, że niektóre kazania przypisywane prorokowi Josephowi Smithowi budzą zastrzeżenia co do swej autentyczności. Wywoływały one także wśród nas dyskusje co do swej poprawności. Powróciła przemowa do oficjalnego opracowania na temat historii Kościoła dopiero w 1950, w drugim wydaniu tej wielotomowej publikacji.

## Miejsce w mormońskiej kulturze
Przemowa z pogrzebu Kinga Folletta na trwale zapisała się w kulturze świętych w dniach ostatnich. Określana jest tym samym jako najbardziej kontrowersyjne i najlepsze kazanie w życiu Smitha, ukoronowanie całej jego proroczej kariery. Przemowę z pogrzebu Kinga Folletta uznaje się za jedną z klasycznych pozycji w mormońskiej literaturze. Niektórzy uznają je za najważniejsze kazanie w całej historii mormonizmu. Lorenzo Snow, piąty prezydent Kościoła Jezusa Chrystusa Świętych w Dniach Ostatnich (1898 – 1901), ujął jeden z wątków poruszonych w kazaniu, zdolność człowieka do stania się Bogiem, w znanym dwuwierszu. Wątek ten to myśl spotykana zasadniczo tylko w teologii świętych w dniach ostatnich. Stała się ona później podstawą obrzędów obdarowania oraz pieczętowania dokonywanych już w ukończonej świątyni w Nauvoo, jak również obrzędów świątynnych obecnych we współczesnej praktyce rytualnej Kościoła.

## Obecność w szerszej kulturze amerykańskiej
Zostało zauważone też poza znanym z pewnej hermetyczności środowiskiem świętych w dniach ostatnich. Odniósł się do niego chociażby Harold Bloom nazywając je jednym z najznakomitszych kazań kiedykolwiek wygłoszonych w Ameryce.